# Type-88
Type-80/88 serien är medeltunga stridsvagnar från Kina och en vidare utveckling från Type-79 (se Type-69), som i sin tur är baserad på den ryska T-54 stridsvagnen. Type-80 var en experimentprototyp och Type-88 blev den första stridsvagnen i den andra generationens stridsvagnar i Kina under 1980-talet.    

## Produktionshistoria
I slutet av 1970-talet började kinesiska militäringenjörer experimentera på en ny stridsvagn som skulle bli den andra generationens stridsvagn. Sovjetunionen och Kina var i en konflikt med varandra, som efter 1963 (då all kontakt avbröts) bara blivit värre. Stridigheter förekom även i nordöstra Kina. Som svar på Sovjets nya T-62, T-64 och T-72 stridsvagnarna som var mycket mer överlägsna de kinesiska Type-59 och Type-69 stridsvagnarna, började Kina experimentera om nya stridsvagnar. 
Kinesiska Folkets befrielsearmé började med ett projekt med att skapa en stridsvagn som skulle likna den tyska Leopard 2. Men en reservplan gjordes också av militärtillverkarna i Kina (NORINCO) om att uppgradera de äldre stridsvagnarna.  Resultatet blev Type-80 som skapades till störst del av Fabrik 617 (nu FIRMACO) och 201 institutet (nu Kinas norra forskningsinstitut för fordon). Andra medhjälpare var Fabrik 447 och Fabrik 616. Projektet gick i full skala 1981 och samma år produceras den första experimentvarianten. Den hade mycket västerländsk utrustning som Kina importerat under 1980-talet under en allians med NATO mot Sovjetunionen. Den nya stridsvagnen, kallad Type-80, introducerades 1985. Flera tester gjordes av Befrielsearmén och vissa ändringar gjordes för att skapa en produktionsvariant år 1987. Den nya varianten gick i tjänst hos Befrielsearmén under namnet Type-88. 
Inga Type-80 varianter producerades till Kinas armé, utan var enbart en experimentversion.
De kinesiska styrkorna beställde relativt få Type-88:or. Cirka 300-400 byggdes innan produktionen stoppades 1995. Man kunde se de flesta Type-88:or i den sjätte pansardivisionen under den 38:e armégruppen under en militärparad på Himmelska fridens torg i Beijing, den första oktober 1999 i firandet av 50-årsdagen av Folkrepubliken Kinas grundande.
Man trodde att år 2000 hade Befrielsearmén cirka 500 Type-88B i tjänst, men år 2001 kunde inte IISS ge några exakta nummer. I januari till maj var Jane's Sentinel Security Assessment: China and Northeast Asia på att undersöka den "militära balansen" i Kina år 2000. De kom fram till att Kina hade cirka 400, men enligt IISS hade Kina cirka 900 Type-88A/B år 2002 och år 2003 hade siffran ökat med 100 till 1000 Type-88A/B stridsvagnar.  

## Utrustning

### Design
Huvuddesignen på Type-80/88 serien har stort sovjetiskt inflytande och med viss teknik från västvärlden. Chassit är baserat på Type-79 som är en uppgradering från T-54A (Type-59), men skillnaden är att Type-80/88 har 6 stycken små hjul som de västerländska stridsvagnarna, istället för 5 stora hjul som Type-79. Den har också 3 bandrullare. Hjulen och bandet skyddas av gummikjolar. Type-80/88 behöll dock den klassiska sovjetiska halväggsformade tornet. Besättningen består av 4 man, där tankchefen och skytten sitter till vänster i tornet, laddaren till höger och föraren vid vagnens front. 2 sammansatta periskop för observationer åt sidan finns vid tankchefens kupol och 3 periskop för observationer åt vagnens framsida.  

### Beväpning
Type-88 är bestyckad med en Type-83 NATO standard 105 mm räfflad stridsvagnskanon med en tryckutjämnare[källa behövs] i mitten av kanonen. Den kan avfyra all NATO:s standardammunition och laddningen är automatisk. Den kan förvara 48 projektiler i vagnen och kan skjuta 7 skott i minuten. Type-88A är försedd med en uppgraderad Type-83 I 105 mm räfflad kanon som är kapabel att skjuta fenstabiliserad projektil, pansarspränggranat, sprängpansargranat, spränggranat och HEAT-FRAG. Type-88:s 105 mm NATO-kanon är baserad på österrikisk teknik.  
Den sekundära beväpningen består av en 7,62 mm koxial ksp och 12,7 mm/50 kalibrig luftvärnskulspruta som är monterad på tankchefens kupol.
Det brittiska Type-37A eldledningssystemet på Type-80/88-stridsvagnarna består av ett dubbelaxlat stabiliserat optiskt sikte, sensorer, ljuspunkter, ballistiska datorer och laseravståndsmätare. Men på Type-88A/B-modellerna ersattes det av ett mer avancerat JFSCS-212 integrerat eldledningssystem.

### Skydd
Hjulen och banden skyddas av gummikjolar. Runt hela tornet av de tidiga versionerna fanns det extra skydd i form av galler (slat armor) som skulle ge ett extra skydd mot granater med riktad sprängverkan. Men på de senare varianterna togs de bort och ersattes av reaktivt pansar. På varsin sida av tornet finns det 4 rökgranatkastare. Extra rök kan genereras genom att spruta in dieselbränsle i motorns avgasrör.

### Motor
Stridsvagnen drivs av en vätskekyld, turboladdad 730 hk 12150L-7BW dieselmotor som är av tysk design. Stridsvagnen har en standardvikt i strid på 39,5 ton, som ger ett kraft-till-vikt-förhållande på 18,5 hk/ton. På en väg kan den komma upp till 57 km/h.   

## Varianter
- Type-80: första prototypen som var baserad på Type-79. Istället för 5 stora hjul som Type-79 har Type-80 6 stycken mindre. Ny ljuspunkter för eldledningssystemet, gummiförsedd band och en extern laseravståndsmätare var också installerad. Ett större förvar på tornets baksida fanns också. Ingen producerades för armén.
- Type-80 II: utrustad med laseravståndsmätare och sikten i ett på tornets ovansida, vilket tillät tjockare skydd på tornets framsida. Hela tornet har extra skydd mot pansarspränggranater. Den är även utrustad med BIT-system för att snabbt upptäcka fel på vagnen, extra skydd för siktena, ny automatisk höjning och trycksystem för nukleära, biologiska och kemiska (NBC) ämnen finns också på den här prototypen. Tillverkades aldrig.
- Type-88: den version som producerades enbart för de kinesiska styrkorna. Den grundläggande designen är detsamma som på Type-80 II, men extra skyddet togs bort för att ersättas av reaktiva pansarplåtar.
- Type-88B: förbättrad variant med ett nytt laddningssystem så den kunde avfyra de nya 105 mm granaterna. Den gamla ljuspunkterna för eldledningssystemet blev ersatt av en blidstabiliserare.
- Type-88A: introducerades efter Type-88B. Type-88A är utrustad med en modifierad Type-83 I 105 mm räfflad kanon som var längre och gav bättre prestanda. Dessutom har den FY seriens dubbla reaktiva pansarplåtar som står emot både fenstabiliserad projektil och HEAT-FRAG granater.
- Type-88C: Utvecklad från stridsvagnen Type-85 IIM (se Type-96) som hade en bättre 125 mm slätborrad kanon och ISFCS-212 eldledningssystem. Dessa uppgraderingar sattes senare i även hos Type-88A och Type-88B. Motorn var först som den ursprungliga på Type-80, men när problemen löstes med en 1000 hk motor så sattes den in.